# Gustaf Sundberg i Växjö
Sven Anders Gustaf Sundberg (i riksdagen kallad Sundberg i Växjö), född den 1 oktober 1830 i Växjö, Kronobergs län, död där den 3 december 1910, var en svensk präst och politiker.
Sundberg blev student vid Uppsala universitet 1850. Han prästvigdes 1854 och blev amanuens vid Växjö domkapitel 1858. Sundberg var hospitalspredikant i Växjö 1859–1869, andre lärare vid Folkskoleseminariet i Växjö 1861–1866 och adjunkt där 1866–1869 samt konsistorienotarie 1869–1903. Han var ledamot av riksdagens andra kammare 1888–1890 (för Växjö och Oskarshamns valkrets) samt 1900–1902 (för Växjö valkrets).